# 沐浴的拔示巴
《沐浴的拔示巴》（Bathsheba at Her Bath）是荷蘭畫家伦勃朗於1654年完成的油畫。

## 內容
《沐浴的拔示巴》是一個既感性又富有同情心的描寫，展示舊約聖經大衛王的故事：大衛王看到拔示巴洗澡，於是渴望得到她，並與她通姦，使她懷孕。大衛王為了與拔示巴結婚並隱瞞他的罪行，大衛王命令她的丈夫烏利亞參加戰鬥，並命令將軍約押拋棄烏利亞，使烏利亞死在敵人手中。

## 歷史
《沐浴的拔示巴》目前收藏在羅浮宮，是路易·拉·卡茲（Louis La Caze）博士於1869年捐贈的583件作品之一。
肯尼斯·克拉克（Kenneth Clark）認為：《沐浴的拔示巴》是“伦勃朗最偉大的裸體畫作”。它對拔示巴面臨道德困境的洞察力被描述為「西方繪畫的偉大成就之一」。